# 18880 Toddblumberg
18880 Toddblumberg (1999 XM166) là một tiểu hành tinh vành đai chính được phát hiện ngày 10 tháng 12 năm 1999, bởi Nhóm nghiên cứu tiểu hành tinh gần Trái Đất phòng thí nghiệm Lincoln ở Socorro.